# Gere Tibor
Gere Tibor (Ózd, 1937. július 22. – 2015. március 8.) agrármérnök, egyetemi tanár, a Magyar Tudományos Akadémia doktora. Tudományos és gyakorlati kutatási eredményei a természetgyógyászatban, az állatgenetikában, az etológiában, a szarvasmarha-tenyésztésben, valamint a biotechnológiában, géntechnológiában jelentősek. 1980 és 1990 között a Gödöllő-Herceghalomi Állattenyésztési Kutatóintézet igazgatói teendőit látta el. 1990-től a mai Károly Róbert Főiskola tanszékvezető egyetemi tanára, majd professor emeritusa.

## Életpályája
Egyetemi tanulmányait 1954-ben a Gödöllői Agrártudományi Egyetem Állattenyésztési Karán kezdte és 1960-ban a Nagy Péter által alapított moszkvai Tyimirjazev Mezőgazdasági Akadémián fejezte be kitüntetéssel. 1964-től kezdődően a Gödöllői Agrártudományi Egyetem (ma: Szent István Egyetem) tanára volt 1980-ig.
1980 és 1990 között két cikluson keresztül igazgatója volt a Gödöllő-Herceghalomi Állattenyésztési Kutatóintézetnek. Intézetvezetői tevékenysége során számos gyakorlatban is bevezetett kutatási eredmény született. Kitenyésztették a hungarofriz szarvasmarha fajta változatot, továbbfejlesztették a Hungahyb hibridsertés konstrukciókat, elvégezték a hazánkban tenyésztett legfontosabb sertésfajták kombinációs képességének vizsgálatát. Nagyüzemi húsnyúl hibridet hoztak létre '„Fehér Gyöngy” márka névvel. Kitenyésztették a New Hampshire tyúkfajta autoszex változatát.
Emellett számos helyen dolgozott vendégprofesszorként és szakértőként: Egyiptomi Manszúrai Egyetem, Szíriai Aleppói Egyetem, az Amerikai Egyesült Államok Iowa Állami Egyeteme, Német Szövetségi Köztársaság Max Planck Kutatóintézete, Göttingeni Egyetem.
1990-től a Gödöllői Agrártudományi Egyetem Gyöngyösi Karán alapított Állattenyésztési és Takarmányozástani Tanszéket vezette. Tanszékvezetőként megteremtette a főhivatású állattenyésztő- és vadgazda-képzés tárgyi feltételeit. A tanszéken született jegyzetek és szakkönyvek segítették az állattenyésztő- és vadgazdaképzést. Az intézményhez tartozó Mátra-tan kísérleti- és tanüzem keretei között magyar félvér fajtára alapozott lovardát hoztak létre. A munkatársai által alapított német húsmerinó juh törzstenyészet az észak-magyarországi régió juhállományának húsirányú nemesítését szolgálta. A tanszékén széles körű kutatómunka folyt hazai és nemzetközi együttműködéssel. Megkezdték a világ egyik legjobb húsmarha fajtának a magyar szürke szarvasmarhával azonos fajtakörhöz tartozó olasz piemonti szarvasmarha fajta hazai kipróbálását és elterjesztését. Különösen jó kapcsolatot alakított ki az USA Iowa Állami Egyeteme Állattenyésztési Tanszékével, ahol ösztöndíjasként  előadásokat tartott.
1966-ban summa cum laude minősítéssel mezőgazdaság tudományok egyetemi doktora minősítést szerzett a Gödöllői Agrártudományi Egyetemen. 1967 és 1970 között terjedő időszakban a nemzetközileg ismert E. A. Arzumanjan professzor irányításával aspiránsi tanulmányokat folytatott. Kandidátusi értekezését 1970-ben, akadémiai doktori disszertációját 1988-ban védte meg.
Az állattenyésztés, az állatgenetika, a szarvasmarha-tenyésztés, a viselkedéstudomány, az  etológia és az állat-biotechnológia területén elért kiemelkedő kutatási és publikációs tevékenységéért az Orosz Mezőgazdasági Tudományos Akadémia és a Szlovák Mezőgazdasági Tudományos Akadémia választotta külföldi tagjává. Az Angliában (Cambridge) működő International Biographical Centre két ízben választotta az év emberévé.
Akadémiai tevékenysége során az Állatnemesítési, Állattenyésztési és Takarmányozási Bizottság, az Agrártörténeti és Faluszociológiai és a Miskolci Akadémiai Bizottságokban tevékenykedett. Több alkalommal látott el szakértői munkabizottsági feladatokat. Két évtizeden keresztül tagja, több ciklusban titkára volt az MTA Tudományos Minősítő Bizottság Állattenyésztési és Állatorvosi Szakbizottságának. Akadémiai tisztségei mellett magyar képviselője volt az Európai Állattenyésztők Szövetségének, az Orosz Tudományos Akadémia Állattenyésztési Bizottságának, a Szlovák Mezőgazdasági Tudományos Akadémia Állattenyésztési Szakbizottságának, a Krakkói Állattenyésztési Kutatóintézet által szerkesztett tudományos folyóirat Szerkesztőbizottsági tagja .Rendszeres kapcsolatban állt a németországi  Állattenyésztési  és Etológiai  Kutatóintézettel (Mariensee) a Bajor Állattenyésztési Kutatóintézettel (Grub) a Nyitrai Állattenyésztési Kutatóintézettel és a Cseh Állattenyésztési kutatóintézettel (Uhsinevec). Számos nemzetközi és hazai tudományos folyóirat szerkesztőbizottsági tagja.
1970 és 1990 között a kelet-európai országok  (KGST) által létrehozott állattenyésztési tudományos és gyakorlati együttműködést irányító, koordináló testület tagja és projektvezetője volt.

## Munkássága
Kutatómunkája kezdetben a kifejlett tehenek optimális testtömegének meghatározására irányult. Anyagcsere-, energiaforgalmi- és takarmányértékesítési kísérletekben kereste a választ arra, hogy milyen élősúly-tartományban termeli a tejelő tehén a legtöbb tejet, a legkevesebb takarmány-energiaráfordítással. A gazdaságos testtömeg meghatározáshoz vizsgálta a különböző súlyú tehenektől származó növendék bikák hizodalmasságát is. Foglalkozott az ún. iparszerű szarvasmarhatartás technológiai, etológiai és takarmányozási kérdéseivel.
Fontosabb etológiai kutatási eredmények: A borjak viselkedésének módosulása az egyedfejlődés során; a borjak szopási és táplálkozási viselkedése; a borjak káros szopásának kialakulása és megelőzése; különböző genotípusú tehenek viselkedése zárt kötött tartásban; húshasznú tehenek viselkedése legelőn; néhány tartástechnológiai tényező hatása a tehenek viselkedésére mesterséges biotópokban; a szarvasmarha színlátásának vizsgálata; a borjak ízérzékelése és ízválasztása. Sokoldalúan vizsgálata a szarvasmarha egyedfejlődési törvényszerűségeit; megállapították a szarvasmarha növekedési és viselkedési szakaszait, a fejlődés kritikus periódusait. A növendék hízóbikák növekedési ütemének elemzése lehetővé tette számukra, hogy meghatározzák az optimális hizlalási végsúlyt különböző típusok esetében. Pelvimetriás módszerrel élő állaton tanulmányozták a csontos szülőút méreteit és a tehenek ellési viszonyait.
Akadémiai doktori értekezését (1988) a hazai tejelő típusok kialakításának, a magyarországi holstein-fríz fajtával végzett  keresztezés elemzésének összefoglalásából készítette.
Vizsgálták a borjak emésztés-fiziológiai sajátosságait, a borjak szénhidrátbontó enzimeinek aktivizálódását, a hidegen itatható tejpótló borjútápszer alkalmazását. Elkészítették a szarvasmarha cDNS génbankját, izolálták a növekedési hormon gént, elemezték a növekedési hormon gén polimorfizmusát (RFLP), fajta és egyedi különbséget mutattak ki a növekedési hormon génen. Az ivar specifikus sperma előállítását cervikális nyákban és a spermiumok lektinkötő képessége alapján végezték. Hazánkban elsőként próbálták ki a francia maine anjou és az olasz piemonti szarvasmarha fajtákat.

## Természetgyógyászként
Az ezredfordulótól  kezdődően figyelme fokozatosan a természetes gyógymódok alkalmazásának irányába fordult.
Természetgyógyászati állami alap- és szakvizsgáit az Egészségügyi Továbbképző Intézetben tette le.[forrás?]
A szakmai ismereteit a legjobb hazai és külföldi természetgyógyászati klinikákon, intézetekben és rendelőkben szerezte.[forrás?] Széles körű biológiai ismeretei tették lehetővé, hogy magas szinten alkalmazhassa a hagyományos és korszerű természetgyógyászati eljárásokat. Gyógyító munkájára a komplex megközelítés a jellemző. Arra törekszik, hogy sokoldalú műszeres és vizuális diagnosztikai módszerekkel minél pontosabban meghatározza a kórképek eredetét, a betegségek kialakulásának okait, és ennek birtokában szüntesse meg az azokat kiváltó okokat.
Gyógyító munkája során refexológiai, elektroakupunktúrás, addiktológiai, bioenergetikai, homeopátiás, fitoterápiai, fülakupunktúrás és kiropraktikai módszereket alkalmaz. A gyógyított betegségek skálája rendkívül széles. Különösen eredményes olyan nem, vagy a hagyományos orvoslás módszereivel nehezen gyógyítható betegségek kezelésében, mint a fekélyes vastagbél gyulladás, a Crohn-betegség, a pikkelysömör, különböző pszichés hátterű betegségek (a depresszió, pánikbetegség, stressz), az aranyér, a csontritkulás, a gastritis, reumatikus mozgásszervi bántalmak.
A természetgyógyászati módszereket különböző fórumokon és a médiákban, szakmai és népszerűsítő lapokban és az internetes portáljain népszerűsíti. Létrehozott egy folyamatosan bővülő weblap rendszert (22 honlap), amelyet naponta 1000 látogató keres fel.[forrás?] Első nagyobb lélegzetű mintegy 600 oldal terjedelmű átfogó munkája szerzői kiadásban jelent meg „Természetgyógyászat mindenkinek” címmel a Szent István Egyetemi Nyomda (Gödöllő) gondozásában.
Természetgyógyászati témákból megjelent papíralapú és elektronikus publikációi száma meghaladja a százharmincat.[forrás?]

## Fontosabb munkái
- Az iparszerű tejtermelés helyzete és várható alakulása az e téren legjelentősebb országokban (1971)
- A külföldi szarvasmarha fajták hasznosításnak és keresztezésre való alkalmasságának vizsgálata (1974, társszerzőkkel)
- A szarvasmarhatartás technológiája. Szakmérnöki jegyzet. (1978, társszerzőkkel)
- A magyartarka , holstein-friz és az R1 generációjú üszők növekedésének és fejlődésének vizsgálata (1985, társszerzőkkel)
- A mézelő méh genetikája és tenyésztése (1987, társszerzőkkel)
- Állattenyésztés. (1996). Alapismeretek. Mezőgazda Kiadó, Budapest. 1996. 300. p.
- Gere T.-Soós P.-Szász F.: (1998) A szarvasmarha mesterséges termékenyítése.Mezőgazda Kiadó.Budapest.1998.380. p.
- Dr.Gere T.-Dr. Csányi V.: (2001) Gazdasági állatok viselkedése I. Általános etológia. Mezőgazdasági Szaktudás Kiadó.Budapest.2001.336. p.
- Dr.Gere Tibor: (2003) Gazdasági állatok viselkedése II. A szarvasmarha viselkedése. (Részletes etológia).Szaktudás Kiadó Ház. Budapest.2003.211. p.
- Dr.Gere Tibor: (2003) Gazdasági állatok viselkedése III. A lovak viselkedése. Szaktudás Kiadó Ház. Budapest.2003.127. p.
- Dr.Gere T.-Gere Zs.: (2004) Gazdasági állatok viselkedése IV. A sertések viselkedése .Szaktudás Kiadó Ház.Budapest.107. p.
- Dr.Gere Tibor: (2004) Gazdasági állatok viselkedése V. A juhok viselkedése. (Részletes etológia).Szaktudás Kiadó Ház.Budapest.2004.115. p.
- Dr.Gere Tibor: (2005) Gazdasági állatok viselkedése VI. A baromfi (tyúk, pulyka, kacsa, lúd) viselkedése. (Részletes etológia). Szaktudás Kiadó Ház.Budapest.2005.205. p.
- Dr. Gere Tibor:(2010) Természetgyógyászat mindenkinek .Szent István Egyetemi Kiadó.Gödöllő.2010.589. p.
- Dr. Gere Tibor: (2012) Immunerősítő táplálkozás .Szent István Egyetemi Kiadó.Gödöllő.2012.188. p.

Publikációinak száma meghaladja a háromszázat (ebből 34% idegen nyelven jelent meg).